# 10437 van der Kruit
10437 van der Kruit (6085 P-L) là một tiểu hành tinh vành đai chính.